# Campeonato Paranaense de Futebol de 1972
O Campeonato Paranaense de 1972, foi a 58° edição do campeonato do futebol paranaense da primeira divisão. A competição começou no final do ano de 1971 e só teve seu término no dia 3 de setembro de 1972, quando o Coritiba Foot Ball Club conquistou o seu 21° título estadual, e o o vice-campeão foi o Clube Atlético Paranaense.
Houve um retrocesso em número de clubes participantes, em relação ao ano anterior (de 20 para 15 clubes), e o público se manteve estável, com uma média de 3.240 pagantes.
A hegemonia continuou com o Coritiba, que conquistou o bicampeonato consecutivo, mesmo adiantando jogos, pois fez uma excursão ao exterior no meio do campeonato.
O goleador máximo foi Sicupira Jr, do Atlético Paranaense, com 29 gols.

## Participantes
| Equipe                                       | Cidade           | Região                            | No ano anterior                 | Estádio                                  | Capacidade | Títulos             | Participações |
| -------------------------------------------- | ---------------- | --------------------------------- | ------------------------------- | ---------------------------------------- | ---------- | ------------------- | ------------- |
| Coritiba Foot Ball Club                      | Curitiba         | Região Metropolitana de Curitiba  | Campeão                         | Estádio Belfort Duarte                   | 38.000     | 20 (último em 1971) | 50            |
| Clube Atlético Paranaense                    | Curitiba         | Região Metropolitana de Curitiba  | Quarto Lugar                    | Estádio Joaquim Américo                  | --         | 11 (último em 1970) | 40            |
| Londrina Esporte Clube                       | Londrina         | Microrregião de Londrina          | Quinto Lugar                    | Estádio do Café                          | 36.000     | 1 (1962)            | 3             |
| Maringá Esporte Clube                        | Maringá          | Microrregião de Maringá           | Estreante                       | Estádio Willie Davids                    | 21.600     | 0 (não possui)      | 1             |
| União Bandeirante Futebol Clube              | Bandeirantes     | Microrregião de Cornélio Procópio | Vice Campeão                    | Estádio Comendador Luís Meneghel         | 10.000     | 0 (não possui)      | 8             |
| Atlético Clube Paranavaí                     | Paranavaí        | Microrregião de Paranavaí         | Oitavo Lugar                    | Estádio Municipal Dr. Waldemiro Wagner   | 25.000     | 0 (não possui)      | 11            |
| Associação Pontagrossense de Desportos       | Ponta Grossa     | Microrregião de Ponta Grossa      | Sétimo Lugar                    | Estádio Germano Krüger                   | 8.620      | 0 (não possui)      | 2             |
| Jandaia Esporte Clube                        | Jandaia do Sul   | Microrregião de Apucarana         | Décimo Lugar                    | Estádio Hermínio Vignoli                 | --         | 0 (não possui)      | 6             |
| Cascavel Futebol Clube                       | Cascavel         | Microrregião de Cascavel          | Décimo Segundo Lugar            | Ninho da Cobra                           | --         | 0 (não possui)      | 2             |
| Associação Esportiva e Recreativa Mourãoense | Campo Mourão     | Microrregião de Campo Mourão      | Décimo Quinto Lugar             | Estádio Municipal Roberto Brzezinski     | 3.948      | 0 (não possui)      | 2             |
| Rio Branco Sport Club                        | Paranaguá        | Litoral Paranaense                | Décimo Sexto                    | Estradinha                               | --         | 0 (não possui)      | 18            |
| Pinheiros                                    | Curitiba         | Região Metropolitana de Curitiba  | Antigo Esporte Clube Água Verde | Estádio Érton Coelho de Queiroz          | 10.000     | 0 (não possui)      | 1             |
| Colorado Esporte Clube                       | Curitiba         | Região Metropolitana de Curitiba  | Terceiro Lugar                  | Estádio Durival Britto e Silva           | 17.000     | 0 (não possui)      | 1             |
| CAFE                                         | Cianorte         | Microrregião de Cianorte          | Oitavo Lugar                    | Estádio Municipal Olímpico Albino Turbay | 1.700      | 0 (não possui)      | 3             |
| Associação Atlética Iguaçu                   | União da Vitória | Microrregião de União da Vitória  | Estreante                       | Estádio Municipal Antiocho Pereira       | 12.000     | 0 (não possui)      | 1             |

## Classificação
| Pos. | Clube                                      | Cidade           |
| ---- | ------------------------------------------ | ---------------- |
| 1    | Coritiba Foot Ball Club                    | Curitiba         |
| 2    | Clube Atlético Paranaense                  | Curitiba         |
| 3    | Colorado Esporte Clube                     | Curitiba         |
| 4    | Londrina Esporte Clube                     | Londrina         |
| 5    | EC Pinheiros                               | Curitiba         |
| 6    | Associação Pontagrossense de Desportos     | Ponta Grossa     |
| 7    | União Bandeirante Futebol Clube            | Bandeirantes     |
| 8    | Maringá Esporte Clube                      | Maringá          |
| 9    | Associação Atlética Iguaçu                 | União da Vitória |
| 10   | Atlético Clube Paranavaí                   | Paranavaí        |
| 11   | Cianorte Associação Física e Esportiva     | Cianorte         |
| 12   | Rio Branco Sport Club                      | Paranaguá        |
| 13   | Cascavel Futebol Clube                     | Cascavel         |
| 14   | Atlético Esportivo e Recreativo Mourãoense | Campo Mourão     |
| 15   | Jandaia Esporte Clube                      | Jandaia do Sul   |

## Regulamento
O campeonato contou com 15 equipes na primeira fase, jogavam entre si, em turno e returno, e se classificando os oito melhores para a segunda fase.
As oito equipes classificadas, se enfrentariam novamente, em turno e returno saindo os dois melhores para a grande final, e a final, em dois jogos.

## Campeão
| Campeão Paranaense de 1972         |
| ---------------------------------- |
| Coritiba Foot Ball Club 21° Título |